# John Walker (atleta)
John George Walker (Papakura, 12 gennaio 1952) è un ex mezzofondista neozelandese, campione olimpico dei 1500 metri piani ai Giochi di Montréal 1976.

## Biografia
Nel 1974, a Christchurch nei Giochi del Commonwealth, arrivò secondo dietro al tanzaniano Filbert Bayi, che avrebbe dovuto essere il suo rivale anche a Montréal 1976. Bayi disertò però i Giochi, boicottati dalla Tanzania e da altre nazioni africane per protesta contro la tournée degli All Blacks in Sudafrica, all'epoca escluso dal movimento olimpico per la pratica dell'apartheid.
Il 12 agosto 1975, a Göteborg, Walker abbassò il record mondiale del miglio, che apparteneva a Bayi, con il tempo di 3'49"4.
Ai Giochi olimpici, l'atleta neozelandese batté in volata il belga Ivo Van Damme, che a fine anno morì in un incidente stradale, col tempo di 3'39"2. Nel 1976 Walker stabilì inoltre il record mondiale dei 2000 m piani con il tempo di 4'51"4. Divenne poi anche il primo atleta a scendere 100 volte sotto i 4 minuti nel miglio in una serie di sfide con lo statunitense Steve Scott.
Nel 1996 Walker annunciò di essere affetto dalla malattia di Parkinson.

## Record nazionali
Seniores
- 1000 metri piani: 2'16"57 ( Oslo, 1º luglio 1980)
- 1000 metri piani indoor: 2'20"86 ( East Rutherford, 8 febbraio 1986)
- Miglio: 3'49"08 ( Oslo, 7 luglio 1982)
- 2000 metri piani: 4'51"52 ( Oslo, 30 giugno 1976)
- 2000 metri piani indoor: 5'03"8 m ( Louisville, 7 febbraio 1981)

## Palmarès
| Anno | Manifestazione          | Sede         | Evento         | Risultato | Prestazione | Note |
| ---- | ----------------------- | ------------ | -------------- | --------- | ----------- | ---- |
| 1974 | Giochi del Commonwealth | Christchurch | 800 m piani    | Bronzo    | 1'44"92     |      |
| 1974 | Giochi del Commonwealth | Christchurch | 1500 m piani   | Argento   | 3'32"52     |      |
| 1975 | Mondiali di cross       | Rabat        | Corsa seniores | 4º        | 35'45"      |      |
| 1975 | Mondiali di cross       | Rabat        | Corsa seniores | Oro       | 127 p.      |      |
| 1976 | Giochi olimpici         | Montréal     | 800 m piani    | Batteria  | 1'47"63     |      |
| 1976 | Giochi olimpici         | Montréal     | 1500 m piani   | Oro       | 3'39"17     |      |
| 1982 | Giochi del Commonwealth | Brisbane     | 1500 m piani   | Argento   | 3'43"11     |      |
| 1983 | Mondiali                | Helsinki     | 1500 m piani   | 9º        | 3'44"24     |      |
| 1984 | Giochi olimpici         | Los Angeles  | 5000 m piani   | 8º        | 13'24"46    |      |
| 1986 | Giochi del Commonwealth | Edimburgo    | 5000 m piani   | 5º        | 13'35"34    |      |

## Altre competizioni internazionali
1974
- Oro all'ISTAF Berlin ( Berlino), 1000 m piani - 2'18"0

1975
- Oro al DN Galan ( Stoccolma), miglio - 3'52"24
- Oro ai Bislett Games ( Oslo), 1500 m piani - 3'32"4
- Bronzo alla Cinque Mulini ( San Vittore Olona)

1976
- Oro ai Bislett Games ( Oslo), 2000 m piani - 4'51"4
- Oro al DN Galan ( Stoccolma), miglio - 3'53"07
- Oro all'ISTAF Berlin ( Berlino), miglio - 3'58"83

1977
- Argento all'ISTAF Berlin ( Berlino), miglio - 3'55"1
- Oro al Memorial Van Damme ( Bruxelles), 1500 m piani - 3'32"72
- Oro all'Athletissima ( Losanna), 1500 m piani - 3'37"1

1979
- Bronzo ai Bislett Games ( Oslo), 3000 m piani - 7'41"73
- Argento all'Athletissima ( Losanna), 1500 m piani - 3'37"83

1980
- Argento al Memorial Van Damme ( Bruxelles), miglio - 3'52"7
- Argento al DN Galan ( Stoccolma), miglio - 3'53"68
- Bronzo ai Bislett Games ( Oslo), 1000 m piani - 2'16"57

1981
- Argento in Coppa del mondo ( Roma), 1500 m piani - 3'35"49
- Oro all'ISTAF Berlin ( Berlino), 3000 m piani - 7'46"85
- 4º ai Bislett Games ( Oslo), miglio - 3'50"26
- 5º all'Athletissima ( Losanna), miglio - 3'51"98
- 6º al Memorial Van Damme ( Bruxelles), miglio - 3'52"97

1982
- 4º ai Bislett Games ( Oslo), miglio - 3'49"50

1983
- Argento all'ISTAF Berlin ( Berlino), miglio - 3'49"73
- 9º ai Bislett Games ( Oslo), miglio - 3'52"85
- Bronzo al DN Galan ( Stoccolma), 1500 m piani - 3'37"18
- 6º al Memorial Van Damme ( Bruxelles), 1500 m piani - 3'36"55

1984
- Oro al Prefontaine Classic ( Eugene), 5000 m piani - 13'43"32
- Argento al Weltklasse Zürich ( Zurigo), miglio - 3'50"27

1985
- 6º ai Bislett Games ( Oslo), miglio - 3'53"65
- Argento all'Athletissima ( Losanna), 1500 m piani - 3'39"90

1986
- Bronzo alla Grand Prix Final ( Roma), miglio - 3'50"93
- 4º all'Athletissima ( Losanna), 3000 m piani - 7'51"63
- Argento al Memorial Van Damme ( Bruxelles), 2000 m piani - 4'58"88
- 5º ai Bislett Games ( Oslo), miglio - 3'53"72
- Bronzo al Golden Gala ( Roma), miglio - 3'50"93

1987
- 11º all'Athletissima ( Losanna), 2000 m piani - 5'03"11
- Oro al Golden Gala ( Roma), 1500 m piani - 3'34"79

1988
- 9º ai Bislett Games ( Oslo), miglio - 3'52"48

1989
- 8º ai Bislett Games ( Oslo), miglio - 3'54"28
- 5º al Golden Gala ( Pescara), 1500 m piani - 3'35"96
- 8º al Bauhaus Galan ( Stoccolma), 1500 m piani - 3'38"82

1990
- 4º ai Bislett Games ( Oslo), 1500 m piani - 3'38"38